# Brindabellaspis
Brindabellaspis stensioi
Genre
Espèce
Brindabellaspis est un genre éteint de placodermes basaux, qui vivait au début du Dévonien. C'est donc un des premiers gnathostomes. Comme ses ancêtres agnathes, il portait un solide bouclier de plaques osseuses, conservé par ses descendants, les placodermes plus évolués.
Cet animal vivait durant le Dévonien inférieur, il y a environ entre 419 et 393 Ma (millions d'années). Ses fossiles ont été découverts en Australie.
Une seule espèce de ce genre est connue, Brindabellaspis stensioi.

## Description
Brindabellaspis mesurait environ 40 centimètres de long.